# Oberlandesgericht

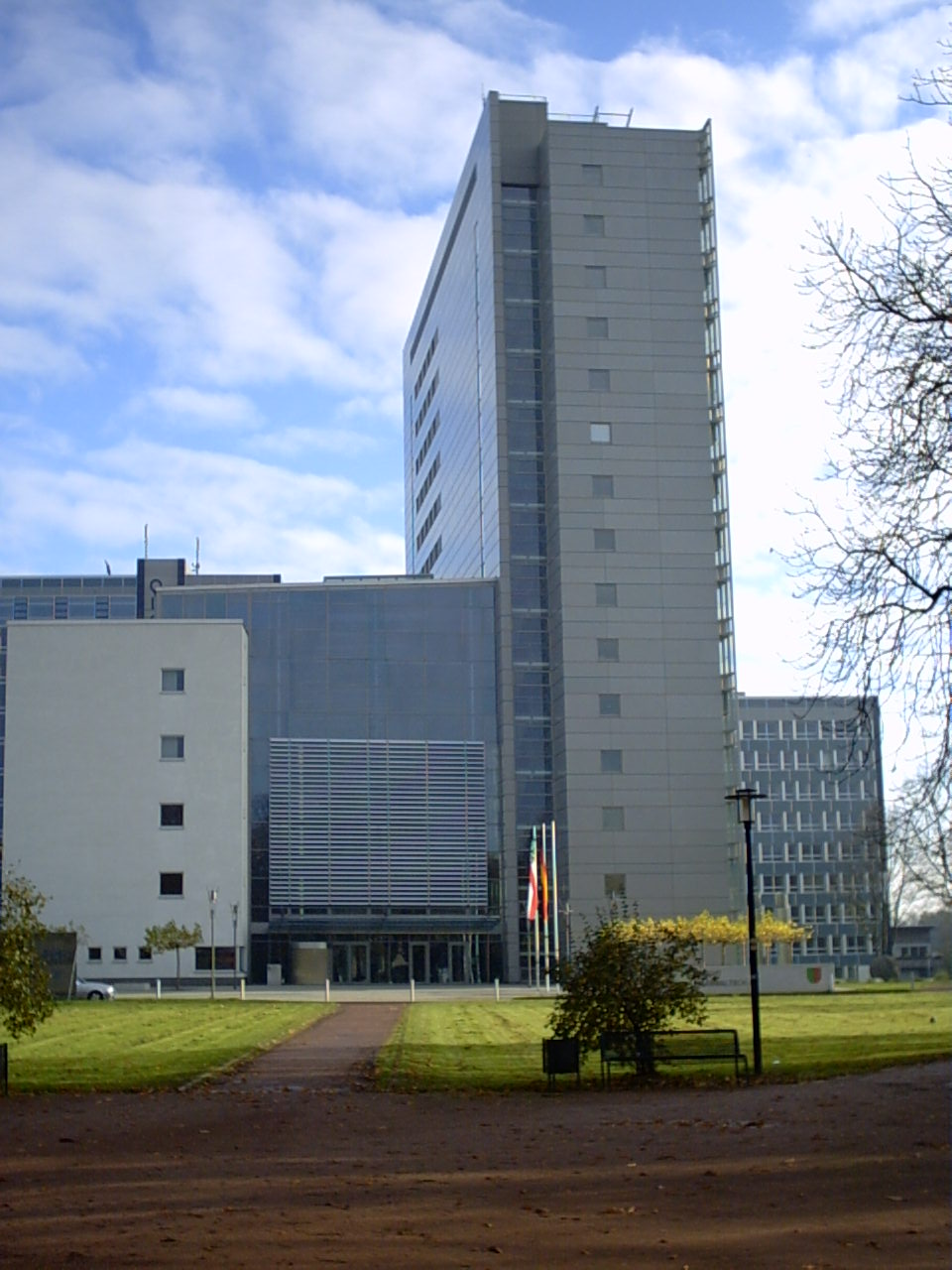
Das Oberlandesgericht Hamm ist mit seinen fast tausend Mitarbeitern das größte deutsche Oberlandesgericht.

Ein Oberlandesgericht (OLG), in Berlin aus historischen Gründen Kammergericht (KG) genannt, ist die höchste Instanz der ordentlichen Gerichtsbarkeit eines Bundeslandes, das Gerichtsträger ist.
Das Oberlandesgericht steht im Gerichtsaufbau zwischen Landgericht und Bundesgerichtshof, in Familiensachen zwischen Amtsgericht und Bundesgerichtshof. Bei Strafsachen, die in der Gerichtsbarkeit des Bundes liegen, werden sie in Organleihe als unteres Bundesgericht tätig.

## Geschichte

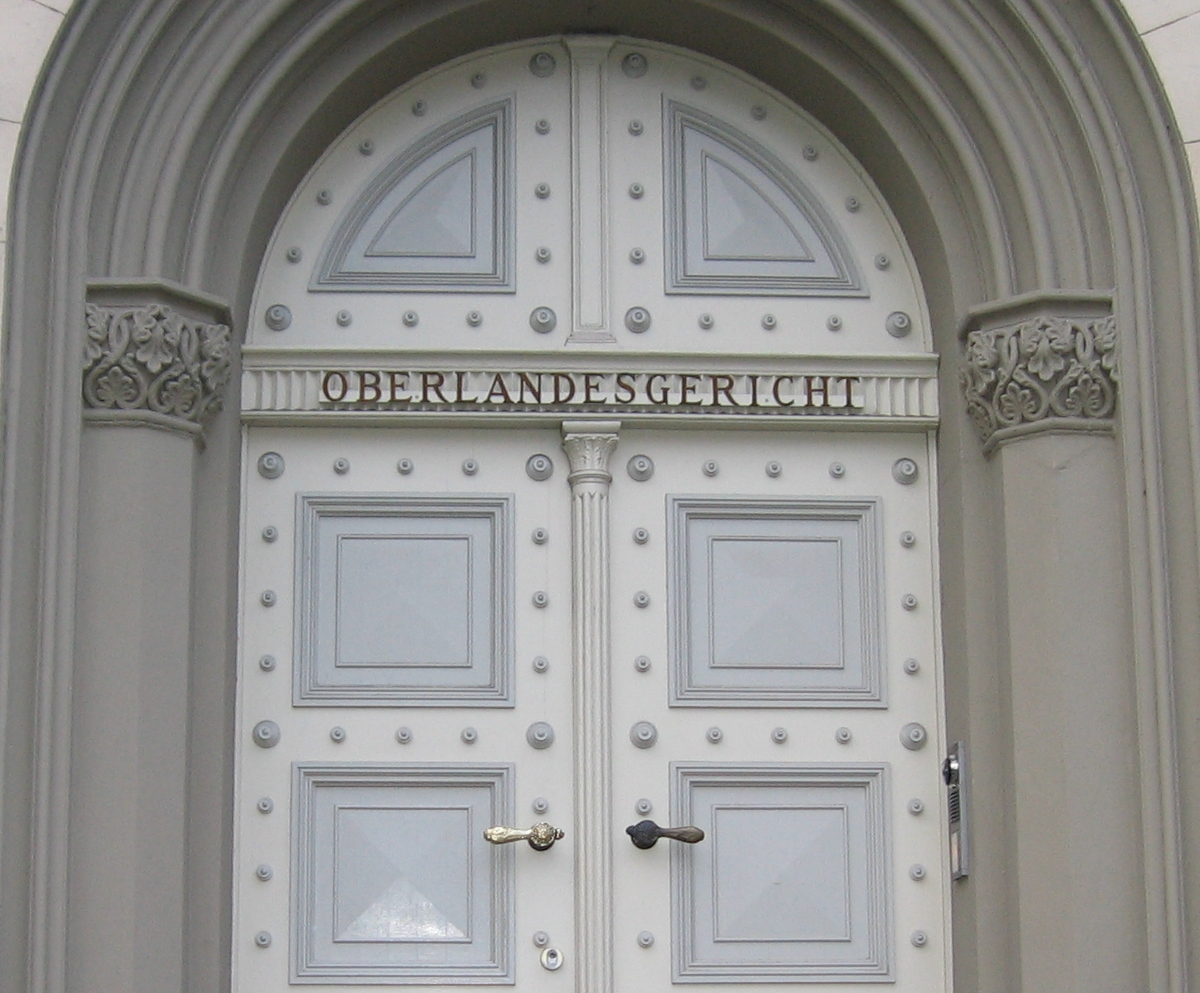
Eingang zum Altbau des Oberlandesgerichts Celle

Historisch gehen die heutigen Oberlandesgerichte auf die obersten Territorialgerichte der Territorien des Heiligen Römischen Reiches Deutscher Nation und der Nachfolgestaaten zurück. Zunächst waren Oberappellationsgerichte in Zeiten des Partikularismus die Gerichtshöfe derjenigen Landesherren, die mit einem ius de non appellando (letztinstanzliche Entscheidungskompetenz) ausgestattet waren und nicht der Kontrolle des Reichskammergerichts unterlagen. Nach dem Ende des Heiligen Römischen Reiches und den Befreiungskriegen errichteten die Staaten des Deutschen Bundes jeweils eigene oberste Gerichte. Kleinere Staaten waren nach Art. 12 der Deutschen Bundesakte verpflichtet, gemeinsame Gerichte dritter Instanz einzurichten. Ein prominentes Beispiel ist das Oberappellationsgericht der vier Freien Städte mit Sitz in Lübeck.
Die Bezeichnung Oberlandesgericht fand zum ersten Mal 1808 in Preußen Verwendung. Die Verordnung wegen verbesserter Einrichtung der Provinzial-Polizei- u. Finanz-Behörden vom 26. Dezember 1808 bestimmte, dass die unter verschiedenen Bezeichnungen wie Oberamtsregierung oder Hofgericht firmierenden obersten Gerichte jedes Landesteils künftig Ober-Landesgericht heißen sollten. Lediglich das Kammergericht behielt seinen überkommenen Namen. Nach der Restrukturierung des Staatsterritoriums 1815 sollte jeder Regierungsbezirk zugleich das Departement (= Zuständigkeitsbereich) eines Oberlandesgerichts bilden. Konsequent umgesetzt wurde diese Regelung jedoch nur in den Regierungsbezirken Minden (Oberlandesgericht Paderborn), Münster (Oberlandesgericht Münster) und Köslin (Oberlandesgericht Köslin). Andere Oberlandesgerichtsdepartements erstreckten sich meist über Teile mehrerer Regierungsbezirke. Die Oberlandesgerichte waren formell Gerichte erster Instanz, allerdings gab es in allen Provinzen erstinstanzliche Untergerichte. Gegen deren Urteile waren die Oberlandesgerichte Appellationsinstanz. Nur für „eximierte“, also von der Gerichtsbarkeit der Untergerichte ausgenommene Personen, etwa Adlige, höhere Beamte, Geistliche, waren die Oberlandesgerichte auch de facto erstinstanzlich zuständig. In Preußen verschwand der Name Oberlandesgericht nach der Justizreform von 1849 wieder, stattdessen gab es nun Appellationsgerichte.

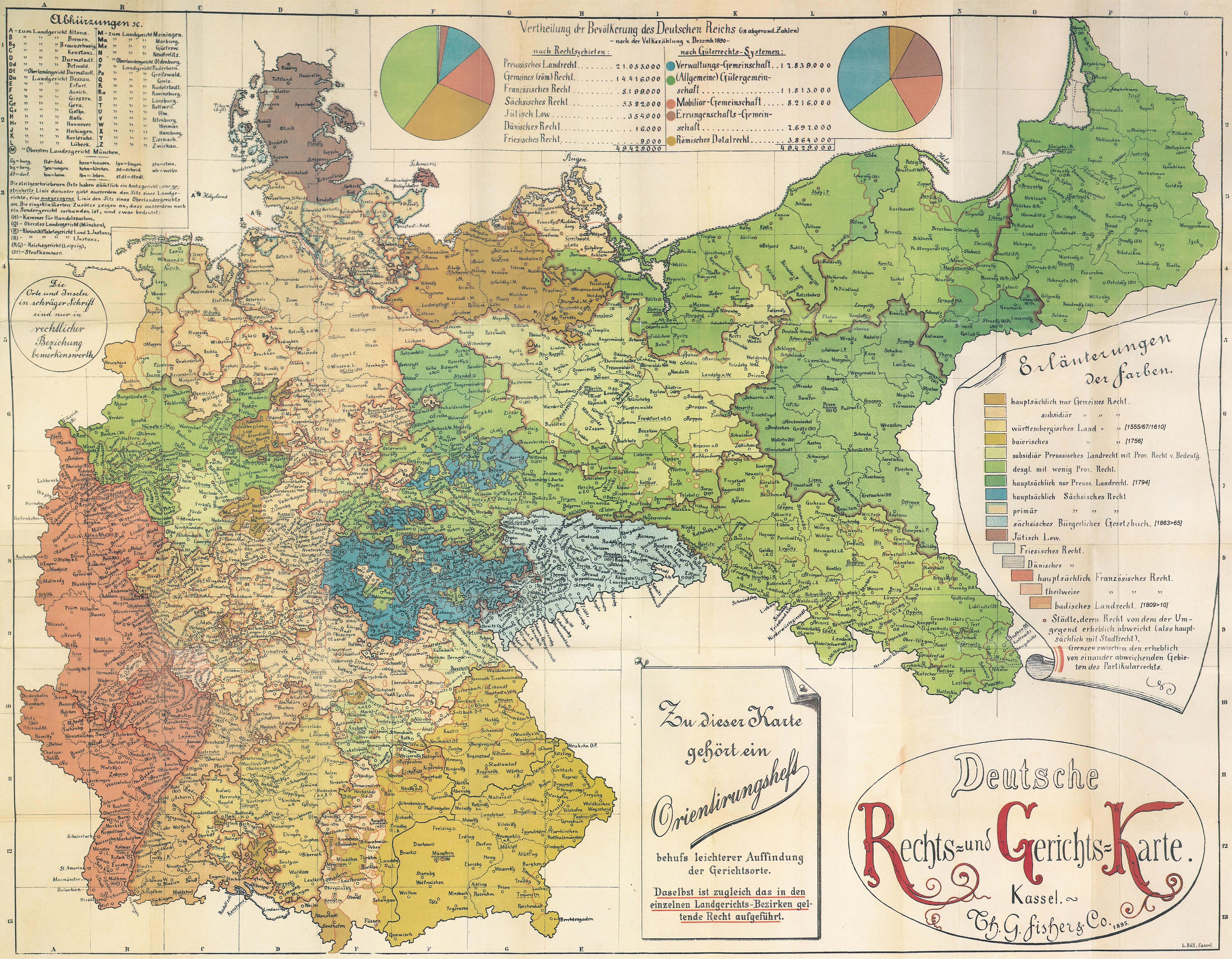
Deutsche Rechts- und Gerichtskarte (1895)

Bis zum Gerichtsverfassungsgesetz vom 27. Januar 1877 als Teil der Reichsjustizgesetze war die Justizverfassung Angelegenheit der einzelnen Staaten des Deutschen Kaiserreichs. Das GVG bestimmte die Errichtung von Amtsgerichten, Landgerichten und Oberlandesgerichten ab dem 1. Oktober 1879 im gesamten Deutschen Reich. Zunächst gab es 28 Oberlandesgerichte:
- 13 in Preußen[7] (Königsberg, Marienwerder, Berlin, Stettin, Posen, Breslau, Naumburg a. S.,[8] Kiel, Celle,[9] Hamm, Kassel,[10] Frankfurt a. M., Köln)
- 5 in Bayern[11] (München, Zweibrücken, Bamberg, Nürnberg, Augsburg), dazu das BayObLG
- je eines in Sachsen (Dresden),[12] Württemberg (Stuttgart),[13] Baden (Karlsruhe),[14] Elsaß-Lothringen (Colmar),[15] Hessen (Darmstadt),[16] Hamburg (Hanseatisches OLG; auch für Bremen und Lübeck),[17] Mecklenburg-Schwerin (Rostock; auch für Mecklenburg-Strelitz),[18] Braunschweig (Braunschweig),[19] Oldenburg (Oldenburg; auch für Schaumburg-Lippe)[20] und Sachsen-Weimar-Eisenach (Jena; auch für die anderen thüringischen Staaten mit Ausnahme von Schwarzburg-Sondershausen).[21]

Die Struktur der Bezirke der Oberlandesgerichte auf dem Gebiet der heutigen Bundesrepublik Deutschland erfuhr wiederholt Veränderungen. Das Oberlandesgericht Düsseldorf entstand 1906 aus Teilen der Bezirke der Oberlandesgerichte Köln und Hamm. Das OLG Augsburg wurde 1932 aufgelöst.
1942 bestanden 36 Oberlandesgerichte, darunter vier österreichische (Wien, Graz, Linz und Innsbruck). Die Oberlandesgerichte Breslau, Königsberg, Marienwerder, Posen (1939–45), Danzig (1939–44), Prag (1939–45), Leitmeritz (1939–44), Kattowitz (1941–45) und Kolmar (1940–45) gingen nach den Gebietsverlusten des Zweiten Weltkriegs unter.
Nach Ende des Zweiten Weltkriegs erhielten die Bezirke aufgrund der Grenzen der alliierten Besatzungszonen teilweise einen neuen Zuschnitt. Neue Oberlandesgerichte wurden in Tübingen (im Kloster Bebenhausen), Freiburg, Koblenz und Bremen eingerichtet, da deren Gerichtsbezirke bis zum Ende des Zweiten Weltkriegs jeweils von einem Oberlandesgericht abgedeckt worden waren, das nach 1945 in der Besatzungszone einer anderen Besatzungsmacht lag. Eine Sitzverlegung erfolgte im Fall des heutigen Schleswig-Holsteinischen Oberlandesgerichts, das bis 1947 als Oberlandesgericht Kiel den Sitz in Kiel hatte und in jenem Jahr nach Schleswig verlegt wurde. Anstelle des Oberlandesgerichts Zweibrücken existierte von 1946 bis 1965 das Oberlandesgericht Neustadt an der Haardt bzw. Weinstraße. Mit dem Beitritt des Saarlandes zur Bundesrepublik kam 1957 das 1946 errichtete Oberlandesgericht Saarbrücken hinzu.
In der SBZ/DDR bestanden bis 1952 die Oberlandesgerichte Potsdam, Schwerin, Halle, Gera/ab 1949 Erfurt und Dresden (zeitweise in Radebeul) sowie von 1949 bis 1959/61 das Kammergericht (Ost).

## Besetzung und Spruchkörper
Die Oberlandesgerichte sind mit einem Präsidenten sowie mit Vorsitzenden Richtern und weiteren Richtern besetzt (§ 115 GVG). Bei den Oberlandesgerichten werden Zivil- und Strafsenate gebildet (§ 116 Absatz 1 Satz 1 GVG). Die Senate sind die sogenannten Spruchkörper der Oberlandesgerichte. Die einzelnen Senate sind gemäß § 122 Abs. 1 GVG mit drei Richtern besetzt, von denen einer den Vorsitz hat.
Bei der Eröffnung des Hauptverfahrens sind die Strafsenate im ersten Rechtszug gemäß § 122 Abs. 2 S. 1 GVG mit fünf Richtern einschließlich des Vorsitzenden besetzt. Wenn dem Strafsenat die Mitwirkung zweier weiterer Richter nach dem Umfang oder der Schwierigkeit der Sache nicht notwendig erscheint, kann der Strafsenat bei der Eröffnung des Hauptverfahrens beschließen, dass er in der Hauptverhandlung nur mit drei statt fünf Richtern zu besetzen ist (§ 122 Abs. 2 S. 2 GVG).

## Zuständigkeit

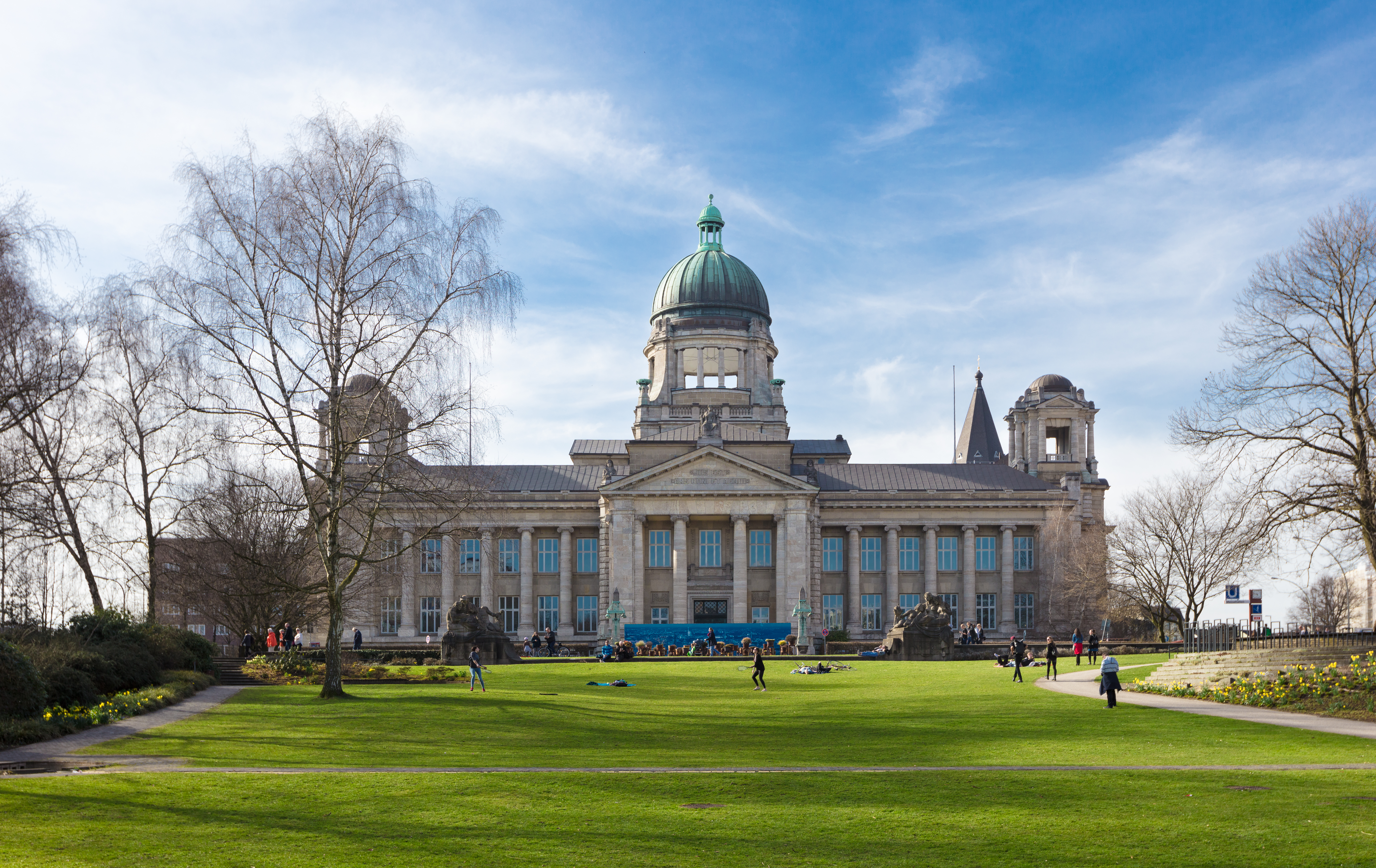
Gebäude des Hanseatischen Oberlandesgerichts in Hamburg

Das Gerichtsverfassungsgesetz regelt die sachliche Zuständigkeit der Oberlandesgerichte. Die örtliche Zuständigkeit ergibt sich aus den jeweiligen Verfahrensordnungen in Verbindung mit den landesrechtlichen Zuständigkeitsverordnungen.
Nach § 23 EGGVG kann gegen Justizverwaltungsakte in Sachen der ordentlichen Gerichtsbarkeit Antrag auf gerichtliche Entscheidung gestellt werden. Nach § 25 EGGVG entscheidet hierüber je nach Rechtsmaterie entweder ein Zivilsenat oder ein Strafsenat des Oberlandesgerichts.

### Zivilsachen
In Zivilsachen ist das Oberlandesgericht gemäß § 118 GVG in erster Instanz zuständig für Musterverfahren nach dem Kapitalanleger-Musterverfahrensgesetz. Durch Verordnung können die Länder die Zuständigkeit bei einzelnen Oberlandesgerichten konzentrieren.
Zusätzlich ist es nach § 3 Abs. 1 Verbraucherrechtedurchsetzungsgesetz zuständig für Abhilfeklagen und Musterfeststellungsklagen.
In zweiter Instanz ist es gemäß § 119 GVG zuständig für Rechtsmittel:
- der Beschwerde gegen Entscheidungen der Amtsgerichte
  - in den von den Familiengerichten entschiedenen Sachen
  - in den Angelegenheiten der freiwilligen Gerichtsbarkeit mit Ausnahme der Freiheitsentziehungssachen und der von den Betreuungsgerichten entschiedenen Sachen.
- der Berufung gegen Entscheidungen der Landgerichte,
- der Beschwerde gegen Entscheidungen der Landgerichte.

### Strafsachen
In Strafsachen ist das Oberlandesgericht zuständig:
- als erste Instanz für Staatsschutzsachen nach § 120 GVG (Staatsschutzsenate bestehen an 10 Oberlandesgerichten, darunter in Hamburg[24] für vier, in Berlin[25] für drei und Koblenz[26] für zwei Bundesländer)
- als erste Instanz bei Abgeordnetenbestechung nach § 120b GVG
- als Revisionsinstanz für Revisionen gegen Urteile des Strafrichters und Schöffengerichts oder Berufungsurteile des Landgerichts,
- als Beschwerdeinstanz für Beschwerden gegen die Entscheidungen der Strafkammern und Strafvollstreckungskammern der Landgerichte,
- als einzige Instanz zur gerichtlichen Entscheidung gegen den ablehnenden Bescheid der Generalstaatsanwaltschaft im Klageerzwingungsverfahren oder Ermittlungserzwingungsverfahren (§ 172 Abs. 4 StPO).

### Ordnungswidrigkeiten
Für Ordnungswidrigkeiten ist das Oberlandesgericht als Instanz der Rechtsbeschwerde nach § 80a OWiG gegen Urteile und Beschlüsse der Amtsgerichte tätig. Der Bußgeldsenat ist mit einem Berufsrichter, bei Geldbußen über 5.000 Euro mit drei Berufsrichtern besetzt.

## Die einzelnen Oberlandesgerichte

Die 24 Oberlandesgerichtsbezirke – Die Zahlen markieren den Sitz des jeweiligen OLG und stehen für den zuständigen BGH-Senat in Strafsachen (Stand 15. Februar 2020).

Jedes Bundesland hat mindestens ein Oberlandesgericht. Baden-Württemberg und Rheinland-Pfalz haben jeweils zwei, Bayern, Niedersachsen und Nordrhein-Westfalen jeweils drei Oberlandesgerichte. Zu Sitz und Bezeichnung der 24 Oberlandesgerichte in den 16 Ländern siehe unten stehende Liste. Das Oberlandesgericht in Berlin wird aus historischen Gründen Kammergericht genannt. Die Oberlandesgerichte in Hamburg und Bremen führen aus historischen Gründen die Bezeichnung Hanseatisches Oberlandesgericht, jenes in Hamburg führt diese Bezeichnung amtlich ohne Nennung des Ortes.
Mit der Bezeichnung „Oberlandesgericht X“ sind regelmäßig die Außenstellen von Oberlandesgerichten in anderen Städten mit gemeint. Diese existieren häufig am Standort früherer Oberlandesgerichte, die bei ihrer Auflösung zu unselbstständigen Standorten eines anderen Oberlandesgerichts wurden. Beispiele hierfür sind die früheren Oberlandesgerichte Augsburg, Freiburg, Kassel und Darmstadt, an deren Sitz heute einzelne Senate der Oberlandesgerichte München, Karlsruhe und Frankfurt ihren Dienstsitz haben.
Höchstes Gericht in Bayern ist seit 15. September 2018 das zum zweiten Mal errichtete  Bayerische Oberste Landesgericht. Es war zum 1. Juli 2006 aufgelöst worden. Die seinerzeit auf die drei bestehenden bayerischen Oberlandesgerichte übergegangen Zuständigkeiten sind ihm teilweise wieder übertragen worden.

### Statistik
Überblick über einige statistische Daten zu den Oberlandesgerichten:
| OLG          | ECLI- Code | Land  | Gerichtsbezirk                   | Gerichtsbezirk | Gerichtsbezirk | Gericht               | Gericht | Gericht | Erledigte Verfahren 2023  | Erledigte Verfahren 2023      | Erledigte Verfahren 2023  |
| OLG          | ECLI- Code | Land  | Bevölkerung in Tausend Ende 2023 | LG             | AG             | Richter- stellen 2024 | ZS      | StS     | Berufungen in Zivilsachen | Beschwerden in Familiensachen | Revisionen in Strafsachen |
| ------------ | ---------- | ----- | -------------------------------- | -------------- | -------------- | --------------------- | ------- | ------- | ------------------------- | ----------------------------- | ------------------------- |
| Karlsruhe    | OLGKARL    | BW    | 4.804                            | 9              | 52             | 104,5                 | 22      | 4       | 2.724                     | 1.019                         | 250                       |
| Stuttgart    | OLGSTUT    | BW    | 6.535                            | 8              | 56             | 94,0                  | 25      | 7       | 4.867                     | 1.102                         | 225                       |
| Bamberg      | OLGBAMB    | BY    | 2.416                            | 7              | 18             | 35,0                  | 12      | 1       | 1.533                     | 458                           | BayObLG: 764              |
| München      | OLGMUEN    | BY    | 7.064                            | 10             | 38             | 186,9                 | 40      | 8       | 6.268                     | 1.350                         | BayObLG: 764              |
| Nürnberg     | OLGNUER    | BY    | 3.956                            | 5              | 17             | 59,7                  | 17      | 1       | 2.661                     | 561                           | BayObLG: 764              |
| Berlin       | KG         | BE    | 3.782                            | 2              | 11             | 141,0                 | 28      | 6       | 2.568                     | 892                           | 365                       |
| Brandenburg  | OLGBB      | BB    | 2.582                            | 4              | 23             | 59,6                  | 13      | 2       | 1.649                     | 613                           | 60                        |
| Bremen       | OLGHB      | HB    | 692                              | 1              | 3              | 12,6                  | 5       | 2       | 284                       | 261                           | 27                        |
| Hamburg      | OLGHH      | HH    | 1.910                            | 1              | 8              | 71,3                  | 17      | 9       | 1.609                     | 483                           | 146                       |
| Frankfurt    | OLGHE      | HE    | 6.421                            | 9              | 41             | 152,5                 | 29      | 6       | 5.367                     | 1.581                         | 269                       |
| Rostock      | OLGROST    | MV    | 1.629                            | 4              | 10             | 33,0                  | 14      | 3       | 811                       | 324                           | 93                        |
| Braunschweig | OLGBS      | NI    | 1.351                            | 2              | 16             | 38,0                  | 12      | 2       | 1.293                     | 381                           | 54                        |
| Celle        | OLGCE      | NI    | 4.210                            | 6              | 41             | 90,0                  | 23      | 7       | 2.405                     | 1.208                         | 198                       |
| Oldenburg    | OLGOL      | NI    | 2.601                            | 3              | 23             | 46,2                  | 15      | 3       | 1.250                     | 644                           | 271                       |
| Düsseldorf   | OLGD       | NW    | 4.805                            | 6              | 29             | 167,5                 | 37      | 7       | 3.391                     | 1.143                         | 343                       |
| Hamm         | OLGHAM     | NW    | 8.956                            | 10             | 77             | 174,0                 | 48      | 6       | 4.605                     | 2.216                         | 484                       |
| Köln         | OLGK       | NW    | 4.430                            | 3              | 23             | 114,0                 | 30      | 3       | 3.699                     | 1.127                         | 167                       |
| Koblenz      | OLGKOBL    | RP    | 2.732                            | 4              | 31             | 60,2                  | 16      | 6       | 1.703                     | 628                           | 194                       |
| Zweibrücken  | POLGZWE    | RP    | 1.442                            | 4              | 15             | 36,5                  | 9       | 2       | 1.157                     | 313                           | 51                        |
| Saarbrücken  | OLGSL      | SL    | 994                              | 1              | 10             | 23,1                  | 7       | 3       | 477                       | 162                           | 30                        |
| Dresden      | OLGDRES    | SN    | 4.089                            | 5              | 25             | 87,0                  | 20      | 6       | 2.611                     | 885                           | 277                       |
| Naumburg     | OLGNAUM    | ST    | 2.180                            | 4              | 25             | 29,0                  | 10      | 3       | 1.123                     | 485                           | 198                       |
| Schleswig    | OLGSH      | SH    | 2.966                            | 4              | 22             | 53,2                  | 20      | 2       | 1.448                     | 684                           | 94                        |
| Jena         | OLGTH      | TH    | 2.122                            | 4              | 23             | 45,0                  | 10      | 3       | 934                       | 450                           | 104                       |
| 24           | Summe      | Summe | 84.669                           | 116            | 637            | 1.913,8               | 479     | 102     | 56.437                    | 18.970                        | 4.664                     |

## Generalstaatsanwaltschaft
Bei den Oberlandesgerichten sind zudem die Generalstaatsanwaltschaften eingerichtet.

## Rechtsanwaltskammern
Am Sitz eines jeden Oberlandesgerichts ist nach § 60 Bundesrechtsanwaltsordnung eine Rechtsanwaltskammer eingerichtet, deren Mitglieder alle im Bezirk des Oberlandesgerichts zugelassenen Rechtsanwälte sind. Wird ein Oberlandesgericht aufgelöst, kann in Abweichung von diesem Grundsatz die bereits existierende Rechtsanwaltskammer fortbestehen. Aus diesem Grund gibt es die Rechtsanwaltskammern Kassel, Freiburg und Tübingen, obwohl an diesen Standorten keine Oberlandesgerichte mehr existieren. Bei Bedarf kann im Bezirk eines Oberlandesgerichts eine zweite Rechtsanwaltskammer eingerichtet werden. Hiervon wurde bislang nur einziges Mal Gebrauch gemacht, als 1911 im Bezirk des Kammergerichts zusätzlich zur Rechtsanwaltskammer Berlin die Rechtsanwaltskammer Potsdam eingerichtet wurde. Hierauf beruht der häufiger anzutreffende Irrtum der früheren Existenz eines Oberlandesgerichts Potsdam, das es zu dieser Zeit nicht gegeben hat.